# 夏闲云
作家夏闲云，笔名红尘闲云，字水，号闲云，别号醉。闲云的文章以哲思类为主，所涉内容大多是对人生意义的诠释和对生命价值的思考。

## 人物简介
夏闲云：作家，笔名红尘闲云，字水，号闲云，别号醉。
70年生人。读书时做过勤杂工，毕业后做过记者，想发财时做了公司法人代表，终于能吃饱饭了才开始写字。因多次重病，对生和死都有了深刻的理解，更坚定了她塑造精神生命的信念，“为文字而生”是其人生信条。 
闲云于2005年创建了寻梦源论坛，后更名为五福园论坛，成为志同道合的朋友们的网上家园。
闲云的文章以哲思类为主，所涉内容大多是对人生意义的诠释和对生命价值的思考。出版作品：思想随笔集《醒园深处》，小说《溯源》（第一部 史前之前），哲学随笔《醒园幽音》，小说《溯源》（第二部 还是史前之前）。

## 个人作品
作品按时间先后顺序排列：

### 《醒园深处》
2010年2月第1版 作家出版社
这是一部文学闲话，也是一部人生哲学，全书以随意自然的文字、汪洋恣肆的笔触、天马行空的思想，从不同角度讲述了一个生命个体不平凡的生活经历和生命体验。
聆听作者发自心扉的话语，相信每个人都能从中找到熟悉或陌生的自己，并与作者一起走进自己的灵魂深处，在最为质朴的震撼中发现更为广阔和自由的天地……

### 《醒园幽音》
2011年4月第1版 作家出版社
这是一本别具一格的哲理小书。韵味古朴的部分，文意新鲜；文笔现代的章节，意义深邃。文章篇幅多短小凝练，耐品耐读，发人深思。从这本书里，人常常能看到自己的影子，感受到灵魂深处的共鸣。潜心静读，犹如偶遇知者，纵使无言也会心有灵犀；反复品味，就像江河入海，纵使平静也已涵容万千。
凡所有相皆属虚妄；凡所有执皆属自伤；凡所有贪皆为自残；凡所有恶皆为自亡。凡所有善皆不举善；凡所有慧皆不张扬；凡所有道皆归脚下；凡所有法皆归自然。做一个智高德厚喜乐常在的贵人，让生命快乐地流动。这，就是醒园传来的幽音。

### 《溯源》（第一部 史前之前）
2011年5月第1版 作家出版社
这是一部史前之前的历史，记录人类的始祖伏羲、女娲等人的前生前世在上一个世界末日来临之前，为世人所做的一切。这是一部历史，更是一部哲学史，它屡屡打破人的惯有思维和认知，带人回归自然，回归自性，回归生命的源头。
创作动机：玛雅人对2012的预言，把一些人弄得惶惶不可终日，甚至把一些人活生生地拉进了人间地狱。写这部《溯源》，就是要溯一下生命的本源，溯一下自然的本源，从而让人们真正地认识自然，明晰生命的真正意义，使人们回到正常的生命轨道。

### 《溯源》（第二部 还是史前之前）
2012年8月第1版 东方出版社
这仍然是一部史前之前的简史，通过概述魔鬼丹家族几代人的不同梦想和追求，引出了骇人听闻的“升灭计划”，从而提出了“精神生命”和“生命精神”的理念。“升灭计划”实施之后，地球上的人类经历了灭亡与重生，然后又一次从兴旺走向衰落，由此揭示一个并非秘密的秘密，即并不新鲜的真理——贪婪和私欲必将导致灭亡，不论是国家，民族，集体，还是个人，而生命的最终归处是由“生命精神”走向“精神生命”。
事实上，第二部是第一部的前奏，讲述了盘古“开天辟地”的真相，讲述了盘古和女娲造人的过程，掠过了“女娲补天”的真实镜头，交代了主要人物们出现在第一部中之前的一些经历。由此引出十方式思维。可以这样理解：《溯源》（第一部）只不过是一个“前言”，《溯源》（第二部）也不过是一个“大序”。

## 文内引注
把西方极乐世界当作彼岸，把佛法当作桥，无异于南辕北辙

有人相伴自然彼此都安好，一人独行也应该快乐逍遥。

千百年来，人们之所以崇尚兰花，把她誉为“清净五福”，就是因为兰花的生性与众不同。

当年，老者把这里定位石界的新世界之后，用自身的能量铺就了自这里通往相邻七个世界的七条通道。